# Sonderweg
La cuestión del Sonderweg («el otro camino» o «camino particular») es una polémica teórica que sostiene que los alemanes siguieron desde 1789 un curso único de la aristocracia a la democracia, distinto de otros países europeos. 
El historiador Hans-Ulrich Wehler, que se ocupó en detalle de la investigación de un camino especial alemán en el marco de la metodología de la ciencia social histórica, describió el desarrollo del Reich alemán dominado por Prusia hasta el final de la República de Weimar como "peculiar tensión entre tradición y modernidad". Retomando una figura de pensamiento del Imperio Alemán, según la cual Alemania es superior a las sociedades occidentales debido a un camino especial específico y convirtiendo esta imagen en su opuesto radical: el camino especial alemán es de hecho una expresión de un déficit de modernización estructural y finalmente condujo al nacionalsocialismo.

## La excepción alemana y la identidad europea
El debate del Sonderweg se remonta a una historiografía de más de dos siglos atrás, a saber, al tiempo de la Revolución francesa. Es esta época a la que los historiadores de Alemania siempre se refieren cuando se enfrentan con el problema de la identidad alemana, y se ha llegado a preguntar incluso si Alemania es realmente una nación europea desde el punto de vista histórico contemporáneo.
El historiador alemán Heinrich August Winkler escribió sobre la cuestión de la existencia de un Sonderweg: "Durante mucho tiempo, los alemanes educados respondieron positivamente, inicialmente reivindicando una misión alemana especial y luego, después del colapso de 1945, criticando la desviación de Alemania de Occidente. Hoy, la visión negativa es predominante. Alemania, según la opinión que prevalece ahora, no se diferenciaba de las grandes naciones europeas en una medida que justificase hablar de un 'camino alemán único'. Y, en cualquier caso, ningún país del mundo tomó nunca lo que puede describirse como el 'camino normal'."  

## El peso del fenómeno nacional-socialista en la historiografía alemana
Una larga serie de trabajos deterministas ven en el nacional-socialismo el punto cúspide lógico del camino seguido por Alemania desde 1789, lejos de la vía «normal» trazada por las grandes naciones de la Europa occidental.
Hans-Ulrich Wehler ubica los orígenes de la ruta de Alemania hacia el desastre en las décadas de 1860 y 1870, cuando tuvo lugar la modernización económica, pero no la modernización política y la vieja élite rural prusiana mantuvo el control firme del ejército, la diplomacia y el servicio civil. La sociedad tradicional, aristocrática y premoderna luchó contra una sociedad emergente capitalista, burguesa y modernizadora. Al reconocer la importancia de las fuerzas modernizadoras en la industria y la economía y en el ámbito cultural, Wehler argumenta que el tradicionalismo reaccionario dominaba la jerarquía política del poder en Alemania, así como las mentalidades sociales y las relaciones de clase (Klassenhabitus).
Después de la derrota de Alemania en la Segunda Guerra Mundial en 1945, el término "Sonderweg" perdió sus connotaciones positivas del siglo XIX y adquirió su significado negativo actual. Hubo muchos debates sobre los orígenes de esta "catástrofe alemana" (como el historiador alemán Friedrich Meinecke tituló su libro de 1946) del ascenso y la caída de la Alemania nazi. Desde entonces, los académicos han examinado los desarrollos en la historia intelectual, política, social, económica y cultural para investigar por qué fracasó la democracia alemana durante la República de Weimar y qué factores llevaron al surgimiento del nazismo. En la década de 1960, muchos historiadores llegaron a la conclusión de que el fracaso de Alemania en el desarrollo de instituciones democráticas firmes en el siglo XIX había sido decisivo para el fracaso de la República de Weimar en el siglo XX .
Hasta mediados de la década de 1960, el debate sobre el Sonderweg estuvo polarizado, con la mayoría de los participantes no alemanes en un polo y los alemanes en el otro. Historiadores como Léon Poliakov, Alan John Percivale Taylor y Sir Lewis Bernstein Namier, junto con periodistas como el estadounidense William L. Shirer, describieron el nazismo como el resultado inevitable de la historia alemana, reflejando fallas únicas en el "carácter nacional alemán" que se remontan a los días. de Martín Lutero, si no antes.
Durante la Conferencia de Historia de Raleigh en 1944, Namier afirmó que los liberales alemanes en la Revolución de 1848 fueron "en realidad precursores de Hitler", cuyas opiniones sobre los polacos y los checos presagiaron las grandes crisis internacionales de 1938-1939, y llamó a la de 1848 revolución "una piedra de toque de la mentalidad alemana y un elemento decisivo en la política de Europa del Este"   En su conferencia, Namier describió la revolución de 1848 como "las primeras manifestaciones del nacionalismo agresivo, especialmente del nacionalismo alemán que se deriva del muy aclamado Parlamento de Fráncfort en lugar de Bismarck y el " prusianismo ". Namier concluyó que "si Hitler y sus asociados no hubieran aceptado ciegamente la leyenda que los liberales de los últimos días, alemanes y extranjeros, habían tejido alrededor de 1848, bien podrían haber encontrado mucho que ensalzar en el deutsche Männer und Freunde de la Asamblea de Fráncfort".
Taylor escribió en su libro de 1945 El curso de la historia alemana que el régimen nazi "representaba los deseos más profundos del pueblo alemán", y que fue el primer y único gobierno alemán creado por los alemanes como el Sacro Imperio Romano Germánico había sido creado por Francia. y Austria, la Confederación Alemana por Austria y Prusia y la República de Weimar por los Aliados. Por el contrario, Taylor argumentó: "Pero el Tercer Reich se basó únicamente en la fuerza y el impulso alemanes; no le debía nada a las fuerzas extranjeras. Fue una tiranía impuesta al pueblo alemán por ellos mismos". Taylor argumentó que el nazismo era inevitable porque los alemanes querían "repudiar la igualdad con los pueblos de Europa del Este que luego se les había impuesto" después de 1918. Taylor escribió que:
"Durante los ochenta años anteriores, los alemanes habían sacrificado al Reich todas sus libertades; exigieron como recompensa la esclavitud de otros. Ningún alemán reconoció a los checos o polacos como iguales. Por lo tanto, todos los alemanes deseaban el logro que sólo podía dar la guerra total. De ninguna otra manera podría mantenerse unido el Reich. Había sido hecho por conquista y para conquistar; si alguna vez abandonaba su carrera de conquista, se disolvería.
El historiador estadounidense Peter Viereck escribió en su libro de 1949 Conservatism Revisited: The Revolt Against the Revolt 1815-1949 que:
"¿Es antihistórico juzgar el nacionalismo anti-Metternichiano y el racismo de la Alemania del siglo XIX por sus consecuencias nazis? ¿Fueron esas consecuencias el resultado lógico o un accidente moderno del que no se debe culpar al nacionalismo? ¿Es un caso de sabio-después-de-la-falacia leer tanto sobre esos primeros rebeldes de 1806-1848, a quienes muchos historiadores todavía consideran grandes liberales? . . . Los profesores universitarios liberales, los enemigos más feroces de Metternich y ahora tan prominentes en 1848, estaban a menudo lejos de los idealistas nublados representados en nuestros libros de texto. Desde su propio punto de vista, Bismarck se equivocó al burlarse de su falta de Realpolitik . La mayoría... era más bismarckiana de lo que Bismarck nunca se dio cuenta. Muchos liberales... más tarde se convirtieron en los principales propagandistas de Bismarck, junto con el nuevo Partido Nacional Liberal. Solo unos pocos honorables continuaron oponiéndose a él y al culto al éxito militarista que siguió a sus guerras victoriosas."  
Shirer en su libro de 1960 The Rise and Fall of the Third Reich defendió la opinión de que la historia alemana procedió lógicamente de "Lutero a Hitler", viendo el ascenso de Hitler al poder como una expresión del carácter alemán, en lugar del fenómeno internacional del totalitarismo. Shirer resumió este punto de vista con el pasaje, "... el curso de la historia alemana... hizo de la obediencia ciega a los gobernantes temporales la mayor virtud del hombre germánico y puso un premio al servilismo".
El historiador francés Edmond Vermeil escribió en su libro de 1952 L'Allemagne contemporaine ("Alemania contemporánea") que la Alemania nazi no fue "un episodio puramente accidental que apareció en los márgenes de la tradición alemana"   En cambio, Vermeil sostuvo que el nacionalismo alemán tenía un carácter especialmente agresivo, que había sido refrenado solo por Bismarck. Después de la partida de Bismarck en 1890, Vermeil escribió: "Fue después de su caída, bajo Guillermo II, que este nacionalismo, rompiendo todas las barreras y escapando de las garras de un gobierno débil, dio lugar a un estado de ánimo y una situación general que tenemos que analizar, porque de lo contrario el nazismo con sus triunfos momentáneos y su terrible derrumbe seguirá siendo incomprensible". Vermeil concluyó que Alemania seguirá por un camino aparte, "siempre poniendo el espíritu de su implacable disciplina técnica al servicio de esas visiones de futuro que engendra su eterno romanticismo".

## Modelos paralelamente seguidos por otras naciones europeas
- Inglaterra: Modelo del liberalismo
- Francia: Modelo de los principios y de los ideales de la Revolución.